# Johanny Bert
 (mai 2025).
Motif : Page promotionnelle créée par l'interessé sans sources secondaires
- Archive Wikiwix
- Bing
- Cairn
- DuckDuckGo
- E. Universalis
- Gallica
- Google
- G. Books
- G. News
- G. Scholar
- Persée
- Qwant
- (zh) Baidu
- (ru) Yandex
- (wd) trouver des œuvres sur Wikidata

| 1. | Préciser le motif de la pose du bandeau. | Précisez le motif de la pose du bandeau en utilisant la syntaxe suivante : {{admissibilité à vérifier\|date=mai 2025\|motif=remplacez ce texte par le motif}}                     |
| 2. | Informer les utilisateurs concernés.     | Pensez à avertir le créateur de l'article, par exemple, en insérant le code ci-dessous sur sa page de discussion : {{subst:avertissement admissibilité à vérifier\|Johanny Bert}} |

 (janvier 2017).
Si vous disposez d'ouvrages ou d'articles de référence ou si vous connaissez des sites web de qualité traitant du thème abordé ici, merci de compléter l'article en donnant les références utiles à sa vérifiabilité et en les liant à la section « Notes et références ».
Johanny Bert est un metteur en scène français de théâtre associant des marionnettes. De janvier 2012 à décembre 2015, il dirige pour un mandat Le Fracas – centre dramatique national de Montluçon. De 2016 à 2018 il est artiste associé à La Comédie de Clermont-Ferrand, scène nationale. À partir de 2018, il est artiste compagnon au Bateau feu, scène nationale de Dunkerque.

## Biographie
Johanny Bert est un créateur hybride qui a élaboré au fur et à mesure de ses rencontres et des créations un langage théâtral singulier. Ce langage théâtral est une confrontation entre l’humain et l’objet, la forme marionnettique. Chaque création est une nouvelle recherche, à partir de textes contemporains et commandes d’écritures ou à partir d’un univers plastique construit en équipe au plateau. Selon les dramaturgies, ses créations s’adressent le plus souvent à un public adulte et sont parfois accessibles au jeune public. Ses spectacles sont diffusées en France et à l’étranger et Johanny Bert affirme un répertoire de créations. 
Les créations sont produites en collaboration avec différents théâtres. Le Théâtre des Célestins-Lyon, L’Opéra de Quat’sous (2007) de B.Brecht et K.Weill, L’Opéra du Dragon de Heiner Müller (2010), Le Goret de Patrick McCabe (2012). Pour le CDN de Vire, il met en scène Les Orphelines (2009), une commande d’écriture à Marion Aubert.
En 2016, le CDN de Sartrouville lui commande une création itinérante pour le Festival Odyssées en Yvelines Elle pas princesse / Lui pas héros, un texte inédit de Magali Mougel. La même année, Le Poche - théâtre de Genève lui commande la mise en scène de la pièce Waste de Guillaume Poix.
Créateur engagé dans un dialogue avec le spectateur, il travaille souvent sur des temps de rencontre, de formation, de laboratoires ouverts en collaboration avec d’autres artistes. 
En 2012 il écrit un projet pour le CDN de Montluçon et dirige ce théâtre durant un mandat de 4 ans avec une équipe d’acteurs permanents. Malgré un bilan reconnu comme très positif par les tutelles, il choisit de poursuivre son parcours de créateur et installe sa compagnie le Théâtre de Romette à Clermont-Ferrand.
Le Théâtre de Romette a été créé en 2001 en région Auvergne par Johanny Bert, comme un espace de création indépendant lui permettant de réunir une équipe autour de recherches hybrides au service d'une dramaturgie mêlant différents arts, artistes et techniciens.  
En 2004, pour le Festival A suivre à La Comédie, scène nationale de Clermont-Ferrand, il crée son deuxième spectacle "Les Pieds dans les nuages" inspiré du photographe plasticien, Robert ParkeHarrison.
Suivra alors une collaboration fidèle, régulière et Johanny Bert sera artiste associé de 2016 à 2018. Il va créer notamment Horizon (2017-Festival Effervescences) une performance/installation d’après le texte de Marc-Emmanuel Soriano avec Norah Krief et Cécile Vitrant. Puis en 2018 Dévaste-moi avec Emmanuelle Laborit, concert-spectacle pour une comédienne sourde et cinq musiciens.
La Comédie lui donne une carte blanche pour suivre le chantier de la construction de la scène nationale durant trois ans et créer pour la première fois une série de films marionnettiques "Un lieu à soi".
site référence (fr) : www.theatrederomette.com (fr)
Site référence (eng)

## Esthétique
« Travailler avec des acteurs et les emmener vers une forme de jeu incluant des formes marionnettiques est un travail passionnant que je développe dans la plupart des créations.
Je ne me définis pas comme un marionnettiste pour autant mais plutôt comme un metteur en scène qui cherche dans son rapport au jeu et au plateau à transcrire des corps transformés et à donner aux acteurs des instruments de jeu qui deviennent des prothèses ou des prolongements des sensations et implications de l’acteur.
Mettre en jeu un texte, c’est lui donner une matière visible, audible et un mouvement dans l’espace. Chaque dramaturgie implique une réflexion sur le rapport entre le texte et l’implication de jeu à travers ce texte. La forme marionnettique est souvent un instrument que je propose à l’acteur comme mise en abîme du personnage mais pas toujours. Ainsi la présence ce corps délégué est intimement lié à un questionnement de dramaturgie et de sens plutôt qu’une forme artistique déterminée et technique.
Lorsque j’utilise des formes marionnettiques, elles peuvent être de simples morceaux de papier, des personnages fabriqués en métal et d’une facture relativement complexe ou des morceaux de corps rajoutés. Le centre d’interprétation de l’acteur est décalé et cela lui permet parfois d’avoir davantage de liberté. 
L’acteur est toujours à vue dans la manipulation et son corps, qu’il soit personnage ou ombre discrète manipulatoire, reste présent comme un créateur de l’instant portant un regard sur ce qu’il raconte. Loin de l’imagerie de la marionnette comme objet enfantin c’est un véritable instrument d’interprétation, un prolongement fascinant de l’acteur qui mêle et questionne différents arts comme les arts plastiques, le travail chorégraphique et l’écriture.
Selon les créations et en fonction des choix dramaturgiques, j’aime croiser d’autres disciplines artistiques. Ainsi j’invite régulièrement dans les projets des circassiens, des chorégraphes, des auteurs, des chefs d’orchestre et musiciens, des plasticiens qui viennent travailler en tant qu’invité sur une discipline soit en tant qu’interprète soit en tant que passeur. 
Ces rencontres font partie intégrante de mon processus de création. 
L’objet-marionnette prend sa source dans la marionnette traditionnelle. Elle est populaire par nature, objet de transition et de subversion, objet transitif porte-parole. « La marionnette est une parole qui agît » selon Paul Claudel. »

## Parcours artistique

### Mises en scènes pour la Compagnie Théâtre de Romette
- 2000-2001 : Le Petit Bonhomme à modeler, de Johanny Bert et Chantal Péninon
- 2003-2004 : Les Pieds dans les nuages, de Johanny Bert, Chantal Péninon et Didier Klein (composition musicale et interprétation au piano), librement inspiré d’un photographe plasticien contemporain Robert Parkeharisson, Triptyque Histoires éphémères
- 2005 : Histoires Post-it, on est bien peu de chose quand même !, commande d’écriture à quatre auteurs contemporains
- 2006 : Parle-moi d’amour, commande d’écriture à deux auteurs contemporains
- 2007 : Krafff Un pas de deux insolite entre un danseur et un grand personnage de papier kraft
- 2007 : Ceux d’ailleurs
- 2008 : L’Opéra de quat’sous de Bertolt Brecht et Kurt Weill
- 2009 : Les Orphelines de Marion Aubert, création commandée pour le Centre Dramatique Le Préau à Vire.
- 2010 : L’Opéra du dragon de Heiner Müller[2]
- Mises en scènes au Fracas – CDN de Montluçon
  - 2012 : Le Goret de Patrick McCabe
  - 2012 : Music-hall de Jean-Luc Lagarce (création pour l’itinérance)
  - 2012 : L’Émission de Sabine Revillet (joué à domicile)
  - 2013 : L’ Âge en bandoulière de Thomas Gornet (tournée dans les salles de classe)
  - 2014 : De passage, texte de Stéphane Jaubertie, en coproduction avec Les Tréteaux de France – centre dramatique national
  - 2015 : Patoussalafoi, texte de Philippe Dorin, composition pour 4 voix de Matteo Franceschini
- 2016 : Elle pas princesse, Lui pas héros
- 2017 : Le Petit Bain de Johanny Bert et Yan Raballand
- 2017 : Dévaste-Moi [3]avec Emmanuelle Laborit, IVT
- 2019 : HEN [4]
- 2020 : Une Epopée [5]
- 2021 : Le Processus [6]

### Autres mises en scènes
- 2006 : Une nuit sur Terre, pièce pour deux jongleurs et un musicien, Cirque Bang Bang
- 2011 : Phi-phi d'Albert Willemetz et Henri Christiné pour la Compagnie Les Brigands
- 2016 : Waste de Guillaume Poix au théâtre de Poche de Genève.
- 2019: Les Sea Girls au pouvoir - Cie les Sea Girls
- 2020 : La Princesse qui n'aimait pas.... - Baraque Cie

### Réalisations cinéma-art vidéo
- Un lieu à soi[7]. Commande pour La Comédie, scène nationale de Clermont-Ferrand.